# Asociación Libre de Sindicatos Alemanes
La Asociación Libre de Sindicatos Alemanes (en alemán Freie Vereinigung deutscher Gewerkschaften abreviado FVdG, a veces también se traduce como Libre Asociación de Sindicatos de Alemania o la Alianza Libre de Sindicatos Alemanes) fue una federación sindical en la Alemania imperial y al principio de la república de Weimar. Fue fundada en 1897 en Halle con el nombre de Vertrauensmänner-Zentralisation Deutschlands (Centralización de Representantes de Alemania) la organización coordinadora nacional de la localista de aquel tiempo del movimiento obrero alemán. Los localistas rechazaron la centralización del movimiento obrero a continuación de la abolición de las leyes contra los socialistas en 1890 y prefirieron las estructuras democráticas de base. La falta de una ley de huelga pronto condujo a conflictos dentro de la organización. Se probaron varias formas de proporcionar apoyo financiero a las huelgas antes de que se acordase un sistema solidaridad voluntaria en 1903, el mismo año se adoptó el nombre de Asociación Libre de Sindicatos Alemanes.
Durante los años siguientes a su formación, el FVdG comenzó a adoptar posiciones cada vez más radicales. Durante el debate en el movimiento socialista alemán sobre el uso de las huelgas de masas, la FVdG avanzó la opinión de que la huelga general debe ser un arma en las manos de la clase obrera. La federación creía que la huelga de masas era el último paso antes de la revolución socialista y volvió cada vez más crítica de la acción parlamentaria. Las disputas con la corriente general del movimiento laborista, finalmente llevó a la expulsión de los miembros del FVdG del Partido Socialdemócrata de Alemania (SPD) en 1908 y la completa ruptura de relaciones entre las dos organizaciones. Las posiciones anarquistas y, especialmente, sindicalistas se fueron haciendo cada vez más populares dentro de la FVdG. Durante la Primera Guerra Mundial, el FVdG rechazó al SPD y la cooperación de movimiento general del laborismo con el Estado alemán, conocido como el Burgfrieden, pero fue incapaz de organizar ninguna resistencia significativa o continuar sus actividades habituales durante la guerra. Inmediatamente después de la Revolución de Noviembre, el FVdG muy pronto se convirtió en una organización de masas. Este movimiento era particularmente atractivo para los mineros de la Cuenca del Ruhr opuestos a las políticas de los sindicatos de la corriente principal reformista. En diciembre de 1919, la federación se fusionó con varios sindicatos menores de izquierda comunista para convertirse en el Sindicato de Trabajadores Libres de Alemania (FAUD).

## Antecedentes
Según Angela Vogel y Hartmut Rübner, Carl Hillmann, un tipógrafo y sindicalista destacado en la década de 1870, fue el "padre intelectual" del movimiento localista y anarco-sindicalista. La aseveración de Vogel y Rübner se basa en el hecho de que Hillmann fue el primero en Alemania en examinar el papel primordial de los sindicatos en la creación de las condiciones para una revolución socialista, no solo para mejorar las condiciones de vida de los trabajadores. También abogó por una estructura descentralizada de la unión sindical. Muchos de los anarco-sindicalistas posteriores incluyendo a Rudolf Rocker están de acuerdo con esta idea. Hans Manfred Bock, en cambio, no ve ninguna evidencia de la influencia Hillmann en la FVdG.

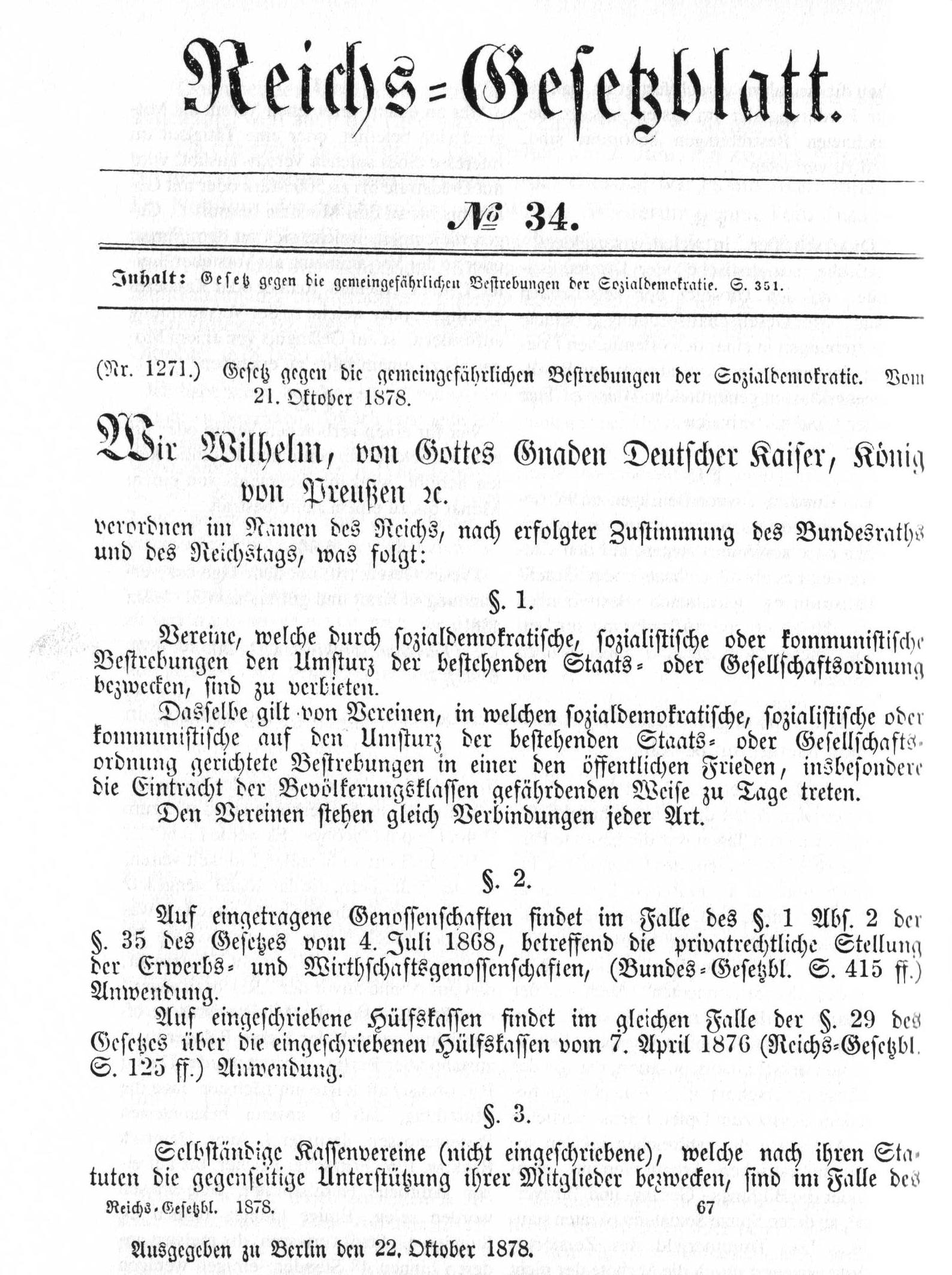
Publicación oficial de la primera Ley Antisocialista, 1878.

De 1878 a 1890, las leyes contra los socialistas prohibieron todos los sindicatos socialistas. Solo las organizaciones locales pequeñas, que se comunicaban a través de intermediarios tales como administradores, que trabajaban ilegalmente o de forma tolerada, pero ilegal, sobrevivieron. Esta forma de organización era más fácil de proteger contra la represión estatal. Después de que las leyes se abolieron en 1890 —por no haberse prorrogado— se fundó la Comisión General de Sindicatos de Alemania (Generalkommission der Gewerkschaften Deutschlands) el 17 de noviembre en una conferencia en Berlín para centralizar el movimiento obrero socialista. En 1892, el Congreso de Sindicatos de Halberstadt (Halberstädter Kongress) llevó a cabo la organización de muchos sindicatos locales en el marco del comité. Los localistas, 31.000 de los cuales estuvieron representados en el congreso, querían retener muchos de los cambios que se habían adoptado durante el período de represión. Por ejemplo, se opusieron a separar las organizaciones independientes de las cuestiones políticas y económicas, tales como el partido y el sindicato. Sobre todo querían mantener sus estructuras democráticas de base. También abogaron por los sindicatos locales fueran incorporado a una red de delegados y descartaron la estructura centralizada, por otra perte desconfiaban de las estructuras burocráticas. Las propuestas de la localistas fueron rechazadas en el congreso de Halberstadt, por lo que se negaron a unirse a los sindicatos centralizados, formando las Uniones Sindicales Libres (Freien Gewerkschaften). No renunciaron a la democracia social, sino más bien se considera que fueron una vanguardia dentro del movimiento socialdemócrata en Alemania.
El bastión principal de los localistas se encontraba en Berlín, aunque los sindicatos localistas existían también en el resto del Imperio. Albañiles, carpinteros, y algunas profesiones metalúrgicas —en especial aquellos que requieren un mayor grado de capacitación como los caldereros u orfebres y argenteros— estuvieron representadas en gran número. En 1891, había al menos 20.000 trabajadores del metal en los sindicatos localistas, más que en el centralizado Sindicato Alemán de Trabajadores Metalúrgicos (Deutschen Metallarbeiter-Verband, DMV).

## Fundación
En un congreso celebrado en 1897 en Halle, los localistas fundaron una organización nacional propia, La Centralización de los Representantes de Alemania (Vertrauensmänner-Zentralisation Deutschlands). El congreso originalmente iba a tener lugar un año antes, pero la falta de interés obligó a aplazar lo. Hubo 37 delegados en el congreso que representan a 6.803 miembros del sindicato. Casi dos tercios de los delegados procedían de Berlín o Halle. Casi la mitad de los delegados trabajaron en la industria de la construcción, mientras que 14 delegados procedían de profesionales altamente especializados. El Congreso decidió crear una Comisión Ejecutiva (Geschäftskommission) de cinco personas con sede en Berlín para organizar acciones políticas, ayudar en la comunicación entre las organizaciones locales, y aumentar el apoyo financiero a las huelgas. Fritz Kater se convirtió en el presidente de la comisión. Se fundó un periódico, Solidarität (Solidaridad), pero el nombre fue cambiado a Die Einigkeit (La Unidad) el año siguiente. En un principio fue bisemanal, pero se publicó semanalmente a partir de 1898.

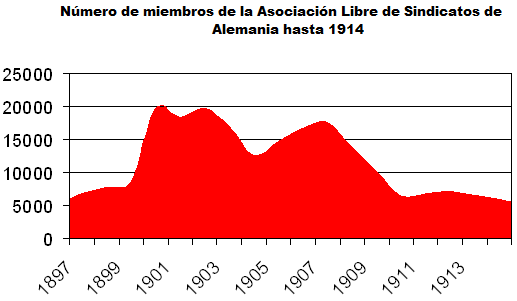
Número de miembros del FVdG antes de la Primera Guerra Mundial.

La decisión de fundar una organización nacional fue probablemente el resultado de varios factores. En primer lugar, los sindicatos son cada vez más una corriente reformista y centralizada. En segundo lugar, los localistas habían ganado confianza desde su participación en la huelga de los trabajadores portuarios en Hamburgo a finales de 1896 y principios de 1897. En tercer lugar, la pérdida de miembros (por ejemplo, los trabajadores metalúrgicos de Berlín que se reincorporaron a la DMV en 1897) convenció a los localistas de la necesidad de actuar.

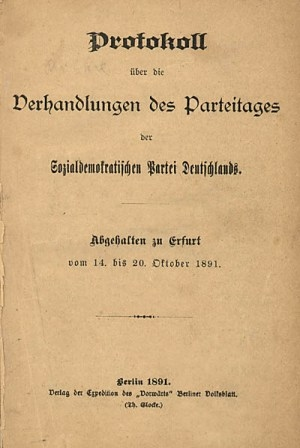
Cubierta del Programa de Erfurt

La relación de la Centralización de los Representantes con el SPD fue ambivalente. La organización se alió con el SPD y dio su apoyo al Programa de Erfurt. Al mismo tiempo, el partido en su mayoría se opuso a la fundación de la Centralización de los Representantes y exhortó a sus miembros a afiliarse a los sindicatos centralizados. La FVdG permaneció afiliada al SPD, que a su vez lo toleró debido al miedo del SPD a una división que daría lugar a una gran pérdida de miembros. La FVdG estableció que se iba a unir a los sindicatos centralizados bajo la dirección deseada por el SPD solo si los sindicatos centralizados aceptaban los principios de organización de la FVdG.

## Los primeros años
Los primeros años de la Centralización de los Representantes de Alemania estaban dominadas por un debate sobre cómo financiar las huelgas de los sindicatos locales individuales. La cuestión era cómo los sindicatos locales pueden mantener su autonomía al recibir ayuda financiera. En un principio, todo el apoyo entre las organizaciones locales había sido voluntario. Pero este sistema se hizo menos y menos práctico, sobre todo después del cambio de siglo vio numerosas huelgas grandes en los que los empresarios reaccionaron de forma más agresiva, a menudo mediante el cierre patronal. En 1899, el Comité Ejecutivo se sintió obligado a apoyar una huelga en Braunschweig. Se tomó un préstamo, que fue pagado con las cuotas y las donaciones de los sindicatos de Berlín. Al año siguiente, el Comité Ejecutivo se endeudó por valor de 8.000 marcos por el apoyo a las huelgas. Parte de la deuda fue pagada por el SPD, mientras que el resto se repartió entre los sindicatos locales.
Esta práctica fue reemplazado en 1900 por un sistema mucho más complejo de imposición de gravámenes y donaciones destinadas a aumentar las cantidades de dinero destinadas a apoyar las huelgas. Este sistema fue sustituido en 1901 porque era poco práctico. El sistema de 1901 requería que cada sindicato local y el Comité Central crearan fondos de huelga. Los sindicatos locales recibirían apoyo a las huelgas desde Berlín, en determinadas circunstancias, y la financiación al Comité Central Ejecutivo sería proporcionada por todas las organizaciones miembros en cantidades proporcionales a sus miembros y al salario promedio de sus miembros. Este sistema, también resultó problemático, ya que sancionó a las más grandes, más ricos, especialmente los sindicatos de los trabajadores de la construcción en Berlín que tenían salarios más altos, pero también un coste de la vida más alto. De 1901 a 1903, muchas organizaciones pequeñas se unieron a la federación, sin embargo, los miembros de la FVdG cayeron a medida que el sistema de apoyo a la huelga punitiva expulsaba a algunos sindicatos muy grandes. En 1903, la federación no solo cambió su nombre por el de Asociación Libre de Sindicatos Alemanes (Freie Vereinigung deutscher Gewerkschaften), sino que también decidió volver al viejo sistema de contribuciones voluntarias. Este sistema se mantuvo hasta 1914. El Comité Ejecutivo trabajó para asegurar que los sindicatos contribuyeron tanto como pudieran. A menudo, la comisión recurrió a amenazar a los sindicatos con la expulsión con el fin de recaudar fondos para una huelga. Fritz Kater llamó a esto una dictadura necesaria para el movimiento, a pesar de ello las organizaciones locales todavía tenían mucha más autonomía que sus homólogos de otras federaciones laborales alemanas.

## La radicalización y la expulsión del SPD
Durante la primera década del siglo XX, la FVdG pasó de ser una federación sindical localista a ser una organización del laborista sindical de tendencia anarquista. El proceso fue iniciado por la muerte de Gustav Keßler, el ideólogo más importante de la FVdG, en 1903. Su papel fue asumido en gran medida por el médico Rafael Friedeberg.
En 1903, una disputa entre el FVdG y de las Uniones Sindicales Libres de Berlín llevó a la comisión del partido a intervenir y patrocinar las conversaciones encaminadas a la reunificación de las dos alas del movimiento obrero alemán. En la reunión, la FVdG hizo una serie de compromisos, lo que llevó a que los miembros protestaran. Pronto, más de un tercio de los miembros dejaron el sindicato. El congreso de la FVdG de 1903 eligió a un cuadro especial para continuar las negociaciones con los sindicatos libres. Este cuadro exigió que las Uniones Sindicales Libres adoptaran principios de organización localistas como un requisito previo para la reunificación. El cuadro de la FVdG se dio cuenta de esta demanda no era realista, pero esperaba que la expulsión de los revisionistas del SPD durante el debate sobre las tesis de Eduard Bernstein fortalecería su posición. La imposibilidad de una reconciliación entre ambas partes se hizo evidente en marzo de 1904, desde la reunificación prevista tanto por la dirección del SPD como por las Uniones Sindicales Libres se fue hacia una integración de la FVdG en las Uniones Sindicales Libres.
La desilusión FVdG con el movimiento socialdemócrata aumentó durante el debate sobre la huelga de masas. El papel de la huelga general para el movimiento socialista se discutió por primera vez en el FVdG en 1901. En 1903, en el congreso del SPD en Dresde, Rafael Friedeberg propuso discutir el tema, pero su propuesta fue rechazada por el Congreso. Al año siguiente, se aceptó una propuesta de Wilhelm Liebknecht y Eduard Bernstein para iniciar el debate sobre este tema, ya que se habían distanciado de las posiciones de Friedeberg.
Liebknecht y Bernstein, así como el ala izquierda del partido, sentían que la huelga general no debía ser utilizada para provocar al estado sino más bien para defender los derechos políticos (especialmente el derecho a voto) que el Estado podría intentar derrogar. La facción más conservadora del partido se opuso a este concepto. En 1904, Friedeberg, hablando en nombre de la FVdG, avanzó la idea de que la huelga general debe ser un arma en las manos del proletariado y sería el último paso antes de la revolución socialista. En 1905, su discurso sobre el tema era aún más radical. Afirmó que el materialismo histórico, uno de los pilares del marxismo, era el culpable de impotencia supuesta de la democracia social, e introdujo el concepto alternativo del psiquismo històrico —que sostenía que la psicología humana era más significativa para el desarrollo social que las condiciones materiales. También recomendó la literatura anarquista, los escritos de Kropotkin, especialmente, en lugar de las obras de Marx, que eran los más influyentes en el SPD.

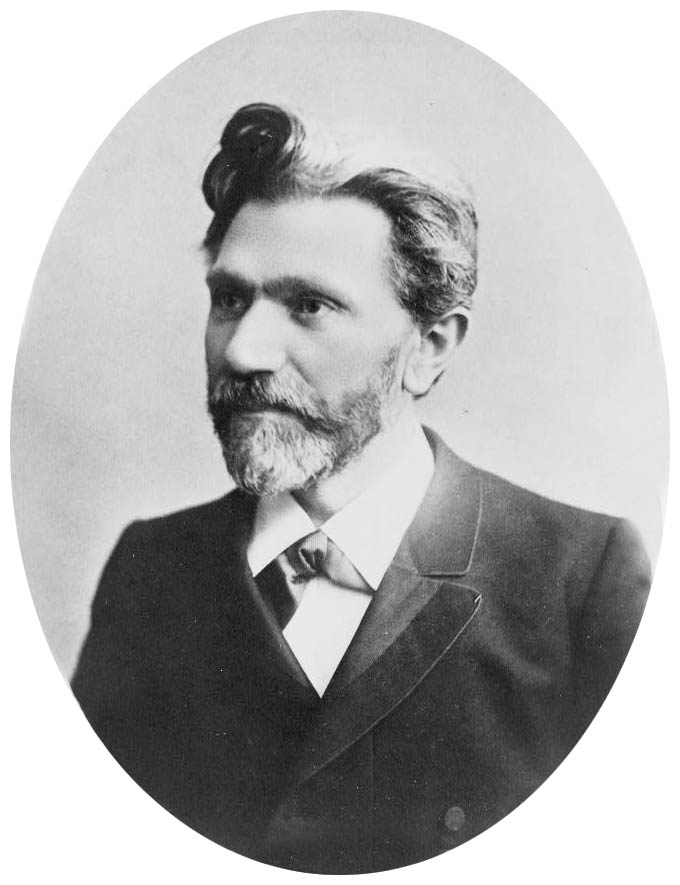
August Bebel, propuso la resolución para expulsar a los miembros de la FVdG del SPD.

La aseveración que la huelga general se podría utilizar, pero solo como último recurso, se convirtió en dominante en el partido durante el debate de la huelga de masas. Esto causó mucha preocupación entre los conservadores del partido, especialmente entre los numerosos sindicalistas. En una reunión celebrada en febrero de 1906, los sindicalistas fueron aplacados por los líderes del partido, que dijo que trataría de evitar una huelga general a toda costa. La FVdG reaccionado con la publicación de los protocolos secretos de la reunión en Die Einigkeit, cosa que enfureció mucho a los líderes del partido.
En la convención del partido de 1905, August Bebel, que había favorecido siempre un papel más importante para los sindicatos afiliados al SPD, propuso una resolución requiriendo a todos los miembros del partido a unirse a los sindicatos centralizados en sus respectivas profesiones. Esto habría obligado a todos los miembros de la FVdG a salir o bien del partido o bien del sindicato. La resolución fue aprobada, y ejecutada en 1907. Una encuesta de la FVdG presentó una votación de veintidós a ocho oponiéndose a unirse a los sindicatos centralizados. Esto llevó a algunos de los albañiles, carpinteros y obreros de la construcción a una unión para salir de la FVdG en 1907 para evitar ser expulsados del SPD, diciendo que la organización estaba "tomando un camino, que sin duda daría lugar a conflictos con el SPD y el sindicalismo y el anarquismo." En 1908, el congreso del SPD de Núremberg, finalmente votó a favor de declarar incompatible la pertenencia al SPD y a la FVdG.
Además de causar que cerca de dos tercios de sus miembros dejaran el sindicato entre 1906 y 1910, la radicalización de la FVdG también se correlaciona con un ligero cambio en el medio, en las industrias y en las regiones en las que la organización reclutó a sus miembros. Muchos trabajadores del metal y de la construcción, que tenían una tradición localista, dejaron la militancia como consecuencia de las crecientes tendencias sindicalistas y anarquistas de la FVdG. Los mineros, que trabajaban principalmente en la región del Ruhr, no tenían esta tradición, pero desarrollaron un cierto escepticismo hacia las estructuras burocráticas. Cerca de 450 de ellos se unieron a la FVdG antes de la Primera Guerra Mundial, un signo de lo que vendría después de la guerra.

## Período anterior a la Guerra
Tras la escisión del SPD, la FVdG fue influenciada cada vez más por el sindicalismo francés y el anarquismo. En 1908, Kater decía que la Carta de Amiens, la plataforma de la Confederación General del Trabajo (CGT) francesa, la primera y más grande unión sindical en todo el mundo, era "una nueva revelación". Aunque no hubo contacto entre los "anarquistas intelectuales" alemanes (como Gustav Landauer y Erich Mühsam) y el FVdG, que tenía influyentes miembros anarquista, sobre todo Andreas Kleinlein y Fritz Köster. Kleinlein y Köster influyeron cada vez más en la federación desde 1908 en adelante, y esto llevó a la fundación de Der Pionier en 1911. Este periódico, que fue editado por Köster, tenía un tono mucho más agresivo que Die Einigkeit. A pesar de esta evolución, la influencia de los anarquistas en el período anterior a la Primera Guerra Mundial en la FVdG se mantuvo cuantitativamente pequeña, especialmente en lo que a los miembros principales como Kater se refiere que a la vez era muy escéptico respecto a la ideología anarquista.

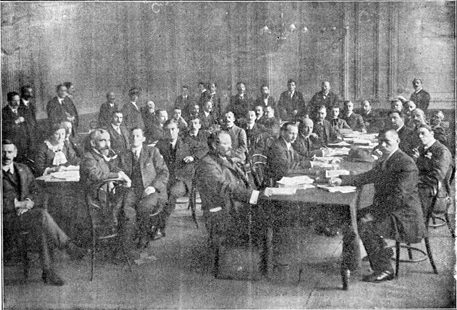
Una sesión del Primer Congreso Internacional Sindicalista

La FVdG fue la primera organización en apoyar la idea de un congreso sindical internacional en 1913, idea que había sido propuesta, en primer lugar, por la británica Liga de la Educación Sindicalista Industrial (ISEL), una organización sindical de corta duración muy involucrada en la ola de huelgas en Gran Bretaña desde 1910, y por la unión sindicalista holandesa Secretaría Nacional del Trabajo (NAS) que publicaron una propuesta para la celebración de un congreso sindical internacional. Hubo dificultades en la organización del congreso, y la unión sindical más grande de todo el mundo —la CGT— se negó a participar debido a que estaba afiliada ya en la socialdemócrata Federación Internacional de Organizaciones Sindicales. A pesar de estos retos, el Primer Congreso Internacional Sindicalista tuvo lugar en el Ayuntamiento de Holborn en Londres del 27 de septiembre al 2 de octubre. A Londres, además de la FVdG, que estuvo representada por Karl Roche, Carl Windhoff, y Fritz Kater, acudieron organizaciones británicas, suecas, danesas, holandesas, belgas, francesas, españolas, italianas, cubanas, brasileñas, argentinas — tanto sindicatos como grupos políticos laboristas. El congreso también mantuvo vínculos con grupos noruegos, polacos, y de Estados Unidos. Kater fue elegido copresidente del congreso junto a Jack Wills. Después de que Wills se viera obligado a dimitir, Kater fue copresidente con Jack Tanner. El congreso tuvo dificultades para ponerse de acuerdo sobre muchas cuestiones, la principal fuente de conflicto fue si seguir con los cismas en el movimiento obrero europeo (como había ocurrido en Alemania y los Países Bajos) sería arriesgado. La FVdG generalmente estuvo de acuerdo con sus compañeros holandeses en hacer una llamada a otros sindicatos para decidir entre el sindicalismo y el socialismo, mientras que sus homólogos italianos, franceses y españoles, sobre todo Alceste De Ambris de la USI italiana, estaban más decididos a impedir un nuevo fraccionamiento. En consecuencia, el Congreso estaba dividido sobre la cuestión de si su propósito era simplemente allanar el camino para profundizar las relaciones entre los sindicatos o si se debía crear una Internacional Sindicalista. Los opositores a una nueva organización prevalecieron, pero el congreso acordó establecer una Oficina de Información. La Oficina de Información tuvo su base en Ámsterdam y publicó el Boletín Internacional del Movimiento Sindicalista (Bulletin international du mouvement syndicaliste). El congreso fue considerado un éxito por la mayoría de los asistentes, con la notable excepción de De Ambris. El segundo congreso se celebraría dentro de dos años en Ámsterdam. Debido al estallido de la Primera Guerra Mundial, el congreso no tuvo lugar. El Boletín publicó únicamente dieciocho números antes de la guerra que hizo cesar su publicación.

## La Primera Guerra Mundial
Durante la preparación para la Primera Guerra Mundial, la FVdG denunció la retórica del SPD contra la guerra como una "farsa completa". Con el comienzo de la guerra, el SPD y el movimiento principal laborista entraron en la Burgfrieden (o tregua civil) con el Estado alemán. En virtud de este acuerdo, las estructuras de los sindicatos se mantuvieron intactas y el gobierno no recortó los salarios durante la guerra. Por su parte, los sindicatos no apoyaron nuevas huelgas, terminaron los existentes, y movilizaron el apoyo al esfuerzo bélico. Las Leyes Auxiliares del Servicio de la Guerra de 1916 establecido una mayor cooperación entre empleadores, sindicatos, y el estado mediante la creación de comités de trabajadores en las fábricas y de los tribunales de arbitraje de gestión conjunta.

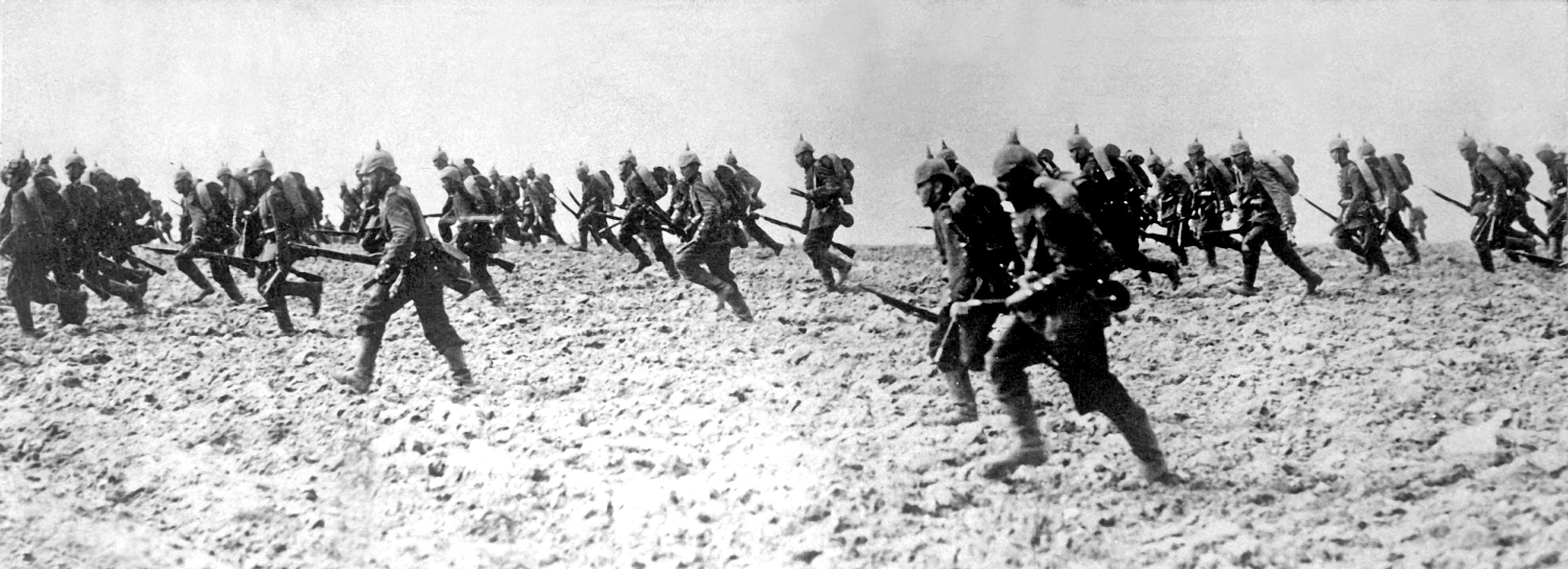
Infantería alemana en 1914; la FVdG fue el único sindicato alemán que no dio apoyo al esfuerzo alemán en la Primera Guerra Mundial.

La FVdG, por el contrario, fue la única organización laboral en el país que se negó a participar en el Burgfrieden. El sindicato sostuvo que el patriotismo en tiempos de guerra era incompatible con el internacionalismo proletario y que la guerra solo podía aportar una mayor explotación del trabajo. (De hecho, el salario real promedio se redujo en un 55 por ciento durante la guerra.) Mientras que el principal movimiento laborista no tardó en estar de acuerdo con el estado en que Rusia y el Reino Unido eran los culpables de encender la guerra, la FVdG sostuvo que la causa de la guerra era el imperialismo y que no se podía culpar a nadie hasta después de que se terminara el conflicto. La federación criticó duramente la hostilidad hacia los extranjeros que trabajan en Alemania, sobre todo polacos e italianos. También rechazó los conceptos de la "nación" y la identidad nacional invocada en apoyo de la guerra, afirmando que el lenguaje común de origen, y la cultura (las bases de una nación) no existían en Alemania. Los periódicos de la FVdG también declararon que la guerra refutaba el materialismo histórico, ya que las masas habían ido a la guerra contra sus propios intereses materiales.

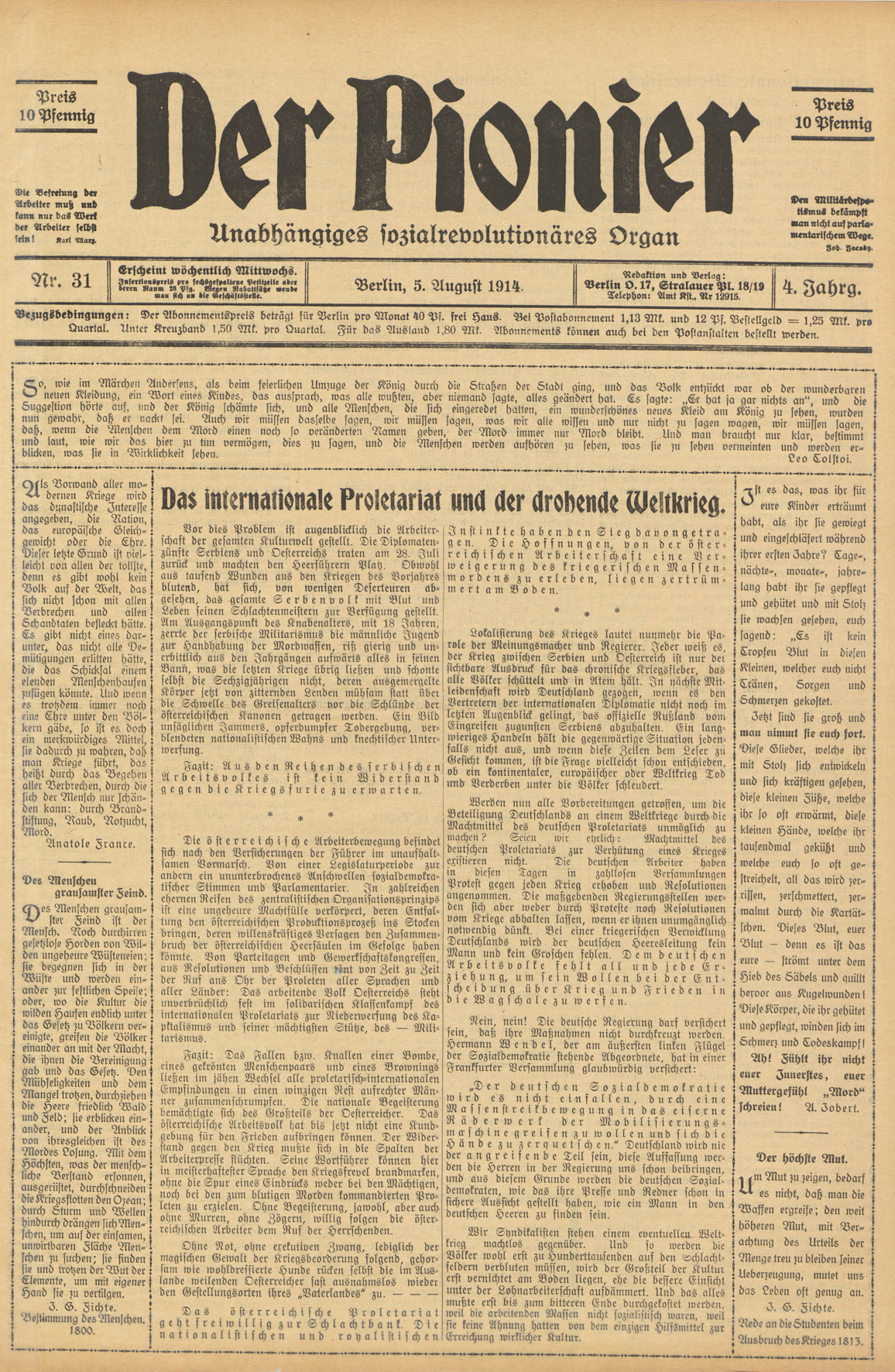
El último número de Der Pionier

Después de que Fritz Kater y Max Winkler reafirmaron el antimilitarismo sindicalista en la edición del 5 de agosto de 1914 de Der Pionier, el periódico fue prohibido. Tres días más tarde, Die Einigkeit criticó la postura del SPD en la guerra. También fue prohibido. La FVdG respondió prontamente con la fundación del semanario Mitteilungsblatt. Después de ser prohibido en junio de 1915, la federación fundó el Rundschreiben, publicado dos veces por semana, que sobrevivió hasta mayo de 1917. En los primeros días de la guerra, unos 30 activistas de la FVdG en Colonia, Elberfeld, Düsseldorf, Krefeld y otras ciudades fueron detenidos, algunos que permanecieron bajo arresto domiciliario durante dos años. La represión del gobierno contra la FVdG fue dura. Si bien las prohibiciones se hicieron a menudo contra las reuniones regulares del sindicato, las autoridades de Düsseldorf incluso prohibieron las reuniones del coro sindical. Otro problema para el sindicato fue que muchos de sus miembros fueron reclutados. La mitad de los trabajadores de la construcción de Berlín, el mayor sindicato de la federación, se vieron obligados a servir en el ejército. En algunos lugares, todos los miembros de la FVdG fueron llamados al servicio.
Aunque la FVdG insistió en que "el objetivo es todo y [...] debe ser todo" (una forma de repetir la afirmación de Bernstein de que "el objetivo final, sea lo que sea, no es nada para mí: el movimiento lo es todo"), que no pudo hacer mucho más que mantener sus propias estructuras vivas durante la Primera Guerra Mundial. Inmediatamente después de la declaración de guerra, la FVdG trató de continuar sus manifestaciones contra la guerra en vano. A pesar de que constantemente criticó la Burgfrieden y el militarismo en general, no se pudieron llevar a cabo acciones, excepto en casos de poca importancia (fue notable la resistencia del sindicato de carpinteros a trabajar los domingos). La FVdG también recibió apoyo del extranjero. La facción de la USI italiana dirigida por Armando Borghi, una minoría antimilitarista en la CGT francesa, la holandesa NAS, así como de los sindicalistas españoles, suecos y daneses, que se unieron todos a la FVdG en su oposición a la guerra.
Con la continuación de la gran guerra, creció en Alemania el cansancio debido a la guerra. La primera huelga desde el inicio de la guerra estalló en 1915, y después las huelgas fueron aumentando constantemente en frecuencia y magnitud. El papel de los sindicatos como intermediarios entre empresarios y trabajadores pronto condujo a conflictos entre la base y los dirigentes sindicales, cosa que condujo a la pérdida de miembros por las Uniones Sindicales Libres. La cuestión de si se iba a seguir apoyando la guerra llevó a una escisión del grupo parlamentario del SPD. La Revolución de Febrero de 1917 en Rusia fue vista por la FVdG como una expresión del deseo de paz del pueblo. Los sindicalistas prestaron una especial atención al papel que la huelga general (que habían estado defendiendo desde hacía años) jugó en la revolución. No podían hacer comentarios sobre la Revolución de Octubre debido a que el Rundschreiben había sido prohibido en la época en que esta estalló.

## Revolución de Noviembre y refundación como FAUD

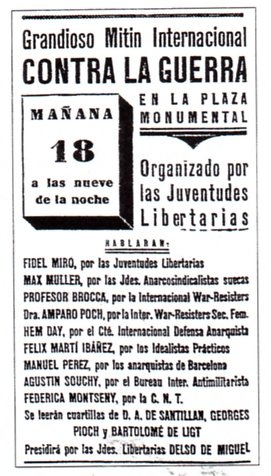
Publicidad de un mitin contra la guerra en la plaza de toros de Barcelona, donde Augustin Souchy está en la lista de conferenciantes. Entre otros estaban José Brocca, Federica Montseny y Amparo Poch y Gascón. El acontecimiento estaba programado para el 18 de julio de 1936.

Algunos afirman que la FVDG promovió huelgas en la industria de armamentos muy pronto en febrero o marzo de 1918, pero la organización no se restableció a nivel nacional hasta diciembre de 1918. El 14 de diciembre, Fritz Kater comenzó a publicar Der Syndikalist (El Sindicalista) en Berlín para reemplazar a Die Einigkeit. El 26 y el 27 de diciembre, tuvo lugar una conferencia en Berlín organizada por Kater y a la que asistieron 33 delegados de 43 sindicatos locales. Los delegados reflexionaron sobre los momentos difíciles durante la guerra y con orgullo se señaló que la FVdG era el único sindicato que no tenía que ajustar su programa a las nuevas condiciones políticas, ya que se había mantenido fiel a su lucha contra el Estado y los principios internacionalistas. Los delegados reafirmaron su rechazo al parlamentarismo y se negaron a participar en la Asamblea Nacional.
En la primavera de 1919, Karl Roche escribió una nueva plataforma para la FVdG titulado "Was wollen die Syndikalisten? Programm, Ziele und Wege der 'Freien Vereinigung deutscher Gewerkschaften'"("¿Qué quieren los sindicalistas? El Programa, Metas, y Medios de la 'Asociación Libre de Sindicatos Alemanes'"). Además de reiterar las ideas y consignas de antes de la guerra, ibá más lejos al criticar la participación en la democracia electoral, alegando que esta confundía e incapacitaba la lucha de clases del proletariado. La plataforma también pidió el establecimiento de la dictadura del proletariado, una posición que debía atraer al naciente Partido Comunista (KPD) y a la Internacional Comunista de Alemania. A finales de 1918 y principios de 1919, la FVdG tuvo un papel importante en el apoyo al movimiento de huelgas en la región del Ruhr (que involucró a los mineros en su nayor parte). Sus organizadores, sobre todo Carl Windhoff, se convirtieron en oradores regulares en las manifestaciones de trabajadores. El 1 de abril comenzó una huelga general con el apoyo de la FVdG, el KPD y el Partido Socialdemócrata Independiente (USPD). En la huelga finalmente participaron hasta un 75 por ciento de los mineros de la región hasta que fue reprimida violentamente a finales de abril por el gobierno liderado por el SPD. Después de la huelga y el consiguiente colapso de la Unión General de Mineros, la FVdG vio ampliada la afiliación a sus sindicatos repentinamente y con independencia de los partidos políticos antes mencionados, especialmente en la región del Ruhr. Esto condujo a una expansión masiva en número de miembros de la FVdG. La crítica de la FVdG a los sindicatos burocráticos centralizados, su advocación de la acción directa, y sus cuotas de afiliación bajas fueron bien recibidas por los trabajadores de la región del Ruhr. En agosto de 1919, la federación tenía alrededor de 60.000 miembros en toda Alemania. Sin embargo, sus sindicatos mineros del Ruhr abandonaron el esquema de sindicalismo horizontal según el cual la FVdG se había organizado, prefiriendo las estructuras más simples de sindicato de industria.
El fin de la cooperación entre la FVdG y los partidos políticos de la región del Ruhr fue parte de una tendencia en todo el país después de que Paul Levi, un anti-sindicalista, fue elegido presidente del KPD en marzo. Por otra parte, Rudolf Rocker, un anarquista comunista y seguidor de Kropotkin, se unió a la FVdG en marzo de 1919. Volvió a través de los Países Bajos en noviembre de 1918 después de vivir exiliado en Londres, donde había estado activo en la escena anarquista judía. Augustin Souchy, un anarquista simpatizante de Landauer, también se unió a la federación en 1919. Ambos rápidamente ganaron influencia en la organización y —como anti-marxistas— se opusieron a la colaboración estrecha con los comunistas.
Sin embargo, la sección del FVdG de Renania y Westfalia se fusionó con los sindicatos de la izquierda comunista para formar el Sindicato de Trabajadores Libres (FAU) en septiembre de 1919. Los sindicalistas de la FVdG fueron la facción más grande y dominante en la FAU. Los estatutos del FAU reflejaban en gran medida compromisos con los sindicatos miembros de la federación, pero también reflejaron una influencia significativa de la FVdG.
Pronto se decidió llevar la fusión de Renania y Westfalia al ámbito nacional. El 12 Congreso de la FVdG, que tuvo lugar 27 al 30 diciembre, se convirtió en el congreso fundacional del Sindicato de Trabajadores Libres de Alemania (FAUD). En quel momento la mayoría de los comunistas de izquierda (incluido el influyente miembro veterano Karl Roche) ya habían dejado el sindicato o estaban en proceso de salir de la FAU en Renania y Westfalia. La mayoría de ellos se uniría a la Unión General de Trabajadores de Alemania (AAUD), que fue fundada en febrero de 1920. Sin los comunistas de izquierda para oponerse a su adopción, la escrupulosamente anarquista "Prinzipienerklärung des Syndikalismus" ("Declaración de Principios Sindicalistas") de Rocker, de la cual la Comisión Ejecutiva le había encargado la redacción, se convirtió en la plataforma del FAUD, sin mucha controversia. El FAUD también rechazó la dictadura del proletariado y de otros términos e ideas marxistas. De acuerdo con la Comisión Ejecutiva, el congreso contó con la asistencia de 109 delegados que representaban a 111.675 trabajadores, el doble que de los que habían sido llamados solo cuatro meses y medio antes.